# Keita Yamauchi
Keita Yamauchi (山内 恵太 Yamauchi Keita?, nacido el 16 de abril de 1994 en Shizuoka) es un futbolista japonés que juega como defensa.
En 2018, Yamauchi se unió al YSCC Yokohama de la J3 League.

## Trayectoria

### Clubes
| Club          | País  | Año    |
| ------------- | ----- | ------ |
| YSCC Yokohama | Japón | 2018 - |

## Estadística de carrera

### J. League
| Club          | Año   | J. League | J. League | Copa J. League | Copa J. League | Total | Total |
| Club          | Año   | Part.     | Goles     | Part.          | Goles          | Part. | Goles |
| ------------- | ----- | --------- | --------- | -------------- | -------------- | ----- | ----- |
| YSCC Yokohama | 2018  | 0         | 0         | -              | -              | 0     | 0     |
| YSCC Yokohama | 2019  | 4         | 0         | -              | -              | 4     | 0     |
| Total         | Total | 4         | 0         | 0              | 0              | 4     | 0     |